# Championnat d'Europe féminin de volley-ball 1979
Navigation
Finlande 1977 Bulgarie 1981
Le 11e championnat d'Europe de volley-ball féminin a eu lieu à Lyon, en France, du 5 au 13 octobre 1979.

## Équipes présentes
| - France (Organisateur) - URSS (Vainqueur du Championnat d'Europe 1977) - Allemagne de l'Est (2e au Championnat d'Europe 1977) - Hongrie (3e au Championnat d'Europe 1977) - Allemagne de l'Ouest - Belgique | - Bulgarie - Pays-Bas - Pologne - Roumanie - Tchécoslovaquie - Yougoslavie |

## Tour préliminaire

### Composition des groupes
| Poule A                                                   | Poule B                                                            | Poule C                                           |
| --------------------------------------------------------- | ------------------------------------------------------------------ | ------------------------------------------------- |
| Site : Orléans Allemagne de l'Ouest Roumanie Pologne URSS | Site : Cannes Allemagne de l'Est Belgique Bulgarie Tchécoslovaquie | Site : Évreux France Hongrie Pays-Bas Yougoslavie |

### Poule A (Orléans)
| # | Équipe               | Pts | J | G | P | Sp | Sc | Ratio | Pp  | Pc  | Ratio |
| - | -------------------- | --- | - | - | - | -- | -- | ----- | --- | --- | ----- |
| 1 | Roumanie             | 5   | 3 | 2 | 1 | 8  | 4  | 2     | 157 | 134 | 1.172 |
| 2 | URSS                 | 5   | 3 | 2 | 1 | 8  | 5  | 1.6   | 177 | 137 | 1.292 |
| 3 | Pologne              | 5   | 3 | 2 | 1 | 6  | 6  | 1     | 142 | 138 | 1.029 |
| 4 | Allemagne de l'Ouest | 3   | 3 | 0 | 3 | 2  | 9  | 0.222 | 93  | 160 | 0.581 |

### Poule B (Cannes)
| # | Équipe             | Pts | J | G | P | Sp | Sc | Ratio | Pp  | Pc  | Ratio |
| - | ------------------ | --- | - | - | - | -- | -- | ----- | --- | --- | ----- |
| 1 | Allemagne de l'Est | 6   | 3 | 3 | 0 | 9  | 1  | 9     | 149 | 77  | 1.935 |
| 2 | Bulgarie           | 5   | 3 | 2 | 1 | 6  | 3  | 2     | 115 | 83  | 1.386 |
| 3 | Tchécoslovaquie    | 4   | 3 | 1 | 2 | 4  | 6  | 0.667 | 114 | 125 | 0.912 |
| 4 | Belgique           | 3   | 3 | 0 | 3 | 0  | 9  | 0     | 42  | 135 | 0.311 |

### Poule C (Évreux)
| # | Équipe      | Pts | J | G | P | Sp | Sc | Ratio | Pp  | Pc  | Ratio |
| - | ----------- | --- | - | - | - | -- | -- | ----- | --- | --- | ----- |
| 1 | Hongrie     | 6   | 3 | 3 | 0 | 9  | 3  | 3     | 167 | 111 | 1.505 |
| 2 | Pays-Bas    | 5   | 3 | 2 | 1 | 8  | 4  | 2     | 160 | 136 | 1.176 |
| 3 | Yougoslavie | 4   | 3 | 1 | 2 | 5  | 7  | 0.714 | 121 | 136 | 0.89  |
| 4 | France      | 3   | 3 | 0 | 3 | 1  | 9  | 0.111 | 79  | 144 | 0.549 |

## Phase finale

### Classement 1-6 (Lyon)
| # | Équipe             | Pts | J | G | P | Sp | Sc | Ratio | Pp  | Pc  | Ratio |
| - | ------------------ | --- | - | - | - | -- | -- | ----- | --- | --- | ----- |
| 1 | URSS               | 10  | 5 | 5 | 0 | 15 | 5  | 3     | 279 | 187 | 1.492 |
| 2 | Allemagne de l'Est | 8   | 5 | 4 | 1 | 12 | 4  | 3     | 209 | 136 | 1.537 |
| 3 | Bulgarie           | 6   | 5 | 3 | 2 | 11 | 8  | 1.375 | 240 | 210 | 1.143 |
| 4 | Hongrie            | 4   | 5 | 2 | 3 | 10 | 8  | 1.25  | 251 | 269 | 0.933 |
| 5 | Roumanie           | 2   | 5 | 1 | 4 | 5  | 14 | 0.357 | 189 | 306 | 0.618 |
| 6 | Pays-Bas           | 0   | 5 | 0 | 5 | 4  | 15 | 0.267 | 171 | 276 | 0.62  |

### Classement 7-12 (Cannes)
| #  | Équipe               | Pts | J | G | P | Sp | Sc | Ratio | Pp  | Pc  | Ratio |
| -- | -------------------- | --- | - | - | - | -- | -- | ----- | --- | --- | ----- |
| 7  | Tchécoslovaquie      | 15  | 5 | 5 | 0 | 10 | 0  | MAX   | 226 | 125 | 1.808 |
| 8  | Pologne              | 9   | 5 | 4 | 1 | 12 | 5  | 2.4   | 231 | 153 | 1.51  |
| 9  | Allemagne de l'Ouest | 8   | 5 | 3 | 2 | 10 | 8  | 1.25  | 201 | 200 | 1.005 |
| 10 | Yougoslavie          | 7   | 5 | 2 | 3 | 7  | 10 | 0.7   | 202 | 198 | 1.02  |
| 11 | France               | 6   | 5 | 1 | 4 | 5  | 14 | 0.357 | 184 | 254 | 0.724 |
| 12 | Belgique             | 5   | 5 | 0 | 5 | 3  | 15 | 0.2   | 146 | 260 | 0.562 |

## Classement final
| Classement                 | Pays                 |
| -------------------------- | -------------------- |
| Médaille d'or, Europe      | URSS                 |
| Médaille d'argent, Europe  | Allemagne de l'Est   |
| Médaille de bronze, Europe | Bulgarie             |
| 4e                         | Hongrie              |
| 5e                         | Roumanie             |
| 6e                         | Pays-Bas             |
| 7e                         | Tchécoslovaquie      |
| 8e                         | Pologne              |
| 9e                         | Allemagne de l'Ouest |
| 10e                        | Yougoslavie          |
| 11e                        | France               |
| 12e                        | Belgique             |